# Littoral (Benín)
El departament de Littoral és un dels 12 departaments de Benín. Aquest departament només té el municipi de Cotonou, la ciutat més poblada del país i la seva capital econòmica. Littoral, el departament més petit del país, que només té 79 km², fou creat el 1999 quan fou escindit del departament Atlantique.

## Districtes

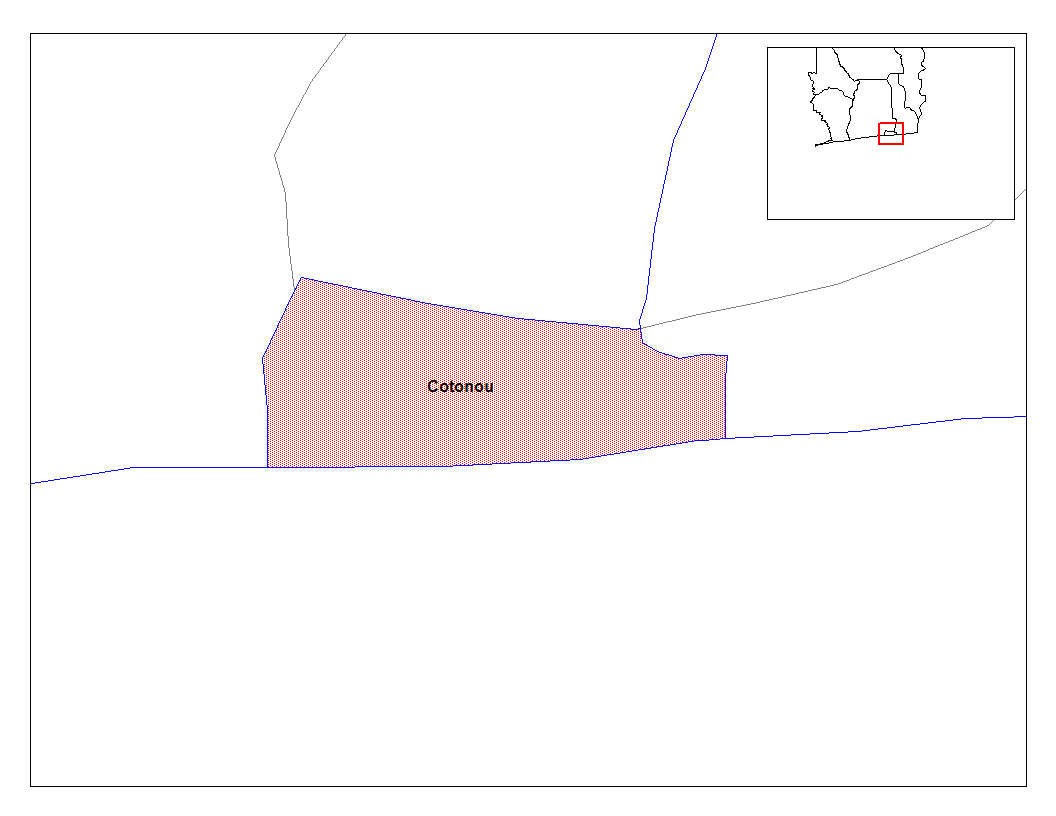
Cotonou, únic municipi del departament de Littoral

El municipi de Cotonou, igual que el departament de Littoral té 13 districtes.

## Etnologia i llengües
- Els xwles occidentals, que parlen la llengua gbe, xwela occidental. Al municipi de Cotonou.[1]
- Els aja parlen la llengua aja també a la ciutat multilingüe de Cotonou.[2]
- Els tofins parlen la llengua tofin.
- Els fon parlen la llengua fon.[3]